# Navya
Navya SAS er en fransk producent af transportmidler til offentlig transport.